# كلود أنجيلو
كلود أنجيلو (بالإنجليزية: Claude Angelo)‏ هو مصارع هاوي أسترالي، ولد في 11 نوفمبر 1894 في Collingwood, Victoria ‏ في أستراليا، وتوفي في 6 أغسطس 1981 في Macclesfield, Victoria ‏ في أستراليا.

## وصلات خارجية
- كلود أنجيلو على موقع أوليمبيديا (الإنجليزية)
- كلود أنجيلو على موقع اللجنة الأولمبية الأسترالية (الإنجليزية)